# سردکن سیال موتور

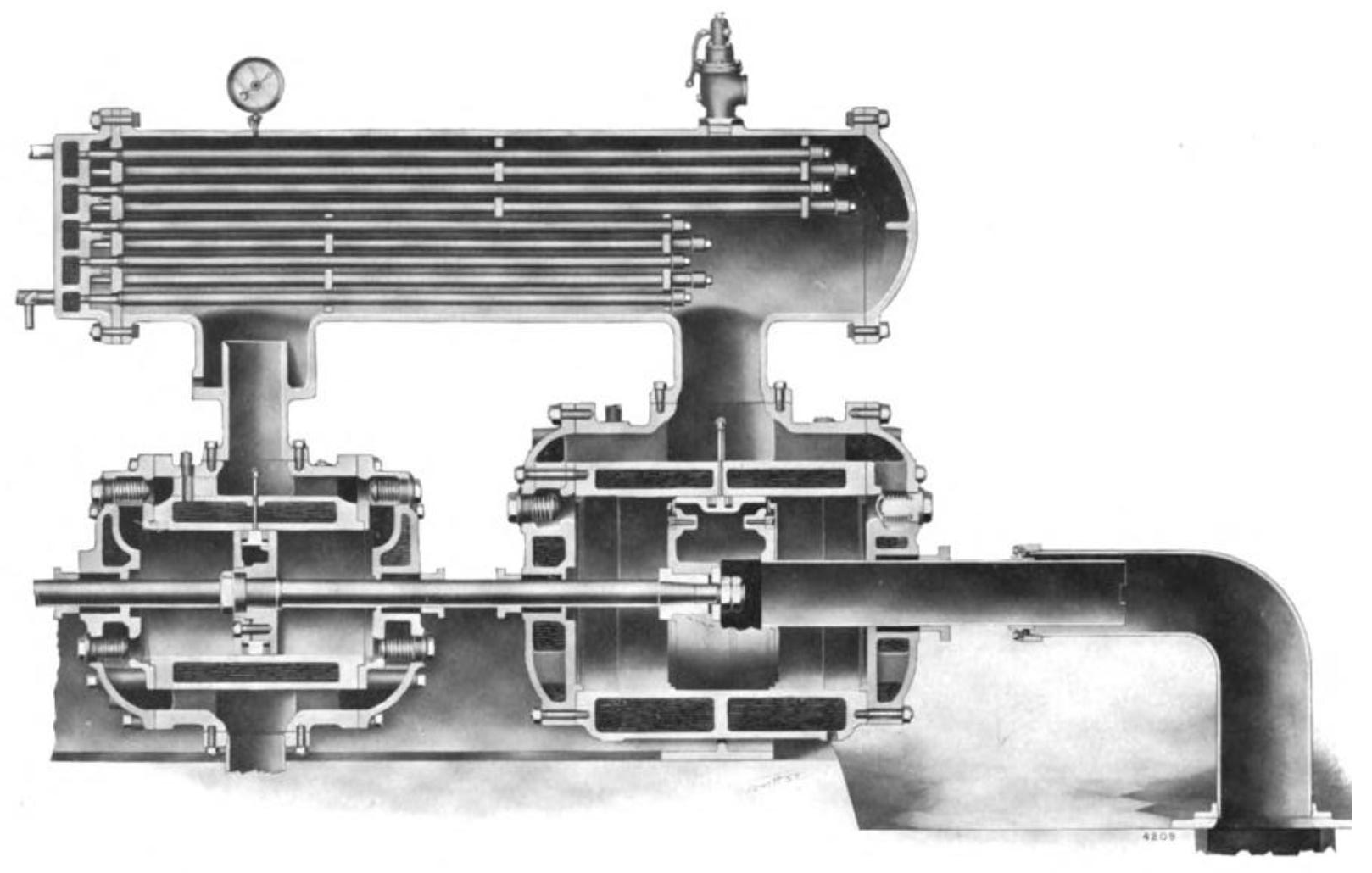
یک سردکن هوای موتور بالای فشرده ساز هوا

سردکن سیال موتور (به انگلیسی: Intercooler) دستگاهایی مکانیکی هستند که برای خنک کردن سیال (مایع یا هوا) استفاده شده و در چرخه‌های فرایندهای گرمایی به کار می‌روند. مانند مبدل حرارتی که برای ازبین بردن گرمای زاید در انواع فشرده ساز (کمپرسور)ها استفاد می‌شوند. همچنین این سامانه در انواع وسایلی چون فشرده ساز هوا، توربین گازی، تهویه مطبوع و یخدانها برای گرما زدایی سیال در گردش استفاده می‌شوند.
این سامانه در خودروها برای القای اجباری موتور درون‌سوز (توربوشارژر و سوپرشارژر) برای سنجیدن کارایی حجمی سیال و افزایش چگالی در یک فرایند هم‌فشار استفاده می‌شود.